# Светлост у води
Светлости у води је под утицајем многобројних промена као што су; атмосферски услови (магла, киша, снег итд), замућења воде (природном или индустријском контаминацијом) и физичким променама као што су рефлексија, рефракција и апсорпција светлостног зрака. Зато светлост у води, има друге карактеристике у односу на ваздушну средину (земљину атмосферу), изнад површине воде. Познавање ових промена је од исузетне важности за подводне активности човека као што је роњење.

## Рефлексија (одраз)
Из било ког извора светлости (природног или вештачког), само део светлости зрака доспева у воду, други део се огледа у површини воде, тј, одбија се (рефлектује) тако да један део светла уопште не продире у воду. Количина светлости, која се појављује у води, зависи пре свега од угла светлосних зрака у односу на површину воде. Више светлости, долази скоро вертикално до воде (лети у подне), и карактерише се највећим интензитетом светла под водом. Насупрот томе, светлост може продирати у воду под врло малим углом (зими) када долази до скоро потпуне рефлексије (одбијања), тако да је количина светлости у води јако мала.

## Рефракција (преламање)
Преламање (рефракција) светлости је промена смера кретања светлости услед промене брзине светлости (светлосних таласа). Догађа се на граничним површинама између две средине различитих оптичких густина.
Упадни и преломни зрак заједно са нормалом леже у истој равни. Када светлосни зрак прелази из оптички ређе (ваздух) у оптички гушћу средину (вода) упадни угао је већи од преломног. Ако светлосни зрак прелази из оптички гушће (вода) у оптички ређу средину (ваздух) преломни угао је већи од упадног.

## Апсорпција
Апсорпција светлости у води има два главна учинка; прво, вода се загрева (тј део светлосне енергије се трансформише у топлоту), а друго са дубином се постепено у води мењају и њене спектралне карактеристике, тако да на већој дубини нестаје спектар сунчеве светлости. Тако се таласна енергија црвене боје више не види када светлост, доспе на дубину мању од 5 метара, а наранџаста боја на дубини до 10 метара од површине. Насупрот томе, жута боја се препознаје чак и до дубине од 30 метара. Боје, кратких таласних дужина, као што су зелена и плава боја, присутне су на највишим дубинама у води, у односу на друге делове спектра, и могу се видети врло јасно и на дубинама већим од 40 метара.
Због апсорпције светлости мења се и боја предмета са дубином, па због овог феномена крв на дубини већој од; 35 метара има тамну боју, између 30 и 35 метара плаву а између 20 и 30 метара зелену. Ако предмете осветлимо вештачким светлом (лампом) истог тренутка враћа се способност ока да нормално разликује боје.

### Замућеност воде
Замућеност настаје услед контаминације воде или присутва у води, хемијских нечистоћа, планктона, муља и сл, које спречавају продор светлости у дубину. Из досадашњег искуства нам је познато да се површинске воде (реке, језера, мора) муте природним процесима (као што су киша, снег, отапање минерала, присуство биљног и животињског света у води итд), али и као последица коришћења вода од стране индустрије, саобраћаја и комуналних предузећа као депонија отпадних вода, што данас има за последицу толики степен загађења вода, да је видљивост у некин водотоцима смањена на само неколико сантиметара.

## Гледање у води
Око човека функционише тако што одбијену светлост од објекта претвара у електричне импулсе и шаље их у мозак који ствара представу о спољашњем свету. Рожњача, зеница и очно сочиво ока заједно чине објектив (сличан фотоапарту) који фокусира примљене светлосне сигнале и формира у слику на површини мрежњаче (ретине)која се затим, посебних хемијским процесом, претвара у наведене електричне импулсе. Наше очи су прилагођене за гледање у ваздушној средини. Вода, међутим, има приближно исти индекс преламања као и рожњача (око 1,33). Када су нам очи у води, уместо фокусирања слике на мрежњачу, оне их фокусирају далеко иза мрежњаче, што резултује изузетно нејасном, замућеном, сликом као код далековидих особа (хиперметропа) са диоптријом и до + 32.
Задовољавајућу оштрину вида, и исправљање овог поремећаја вида у води, постижемо ако између воде и ока поставимо равно стакло, и на тај начин га од воде изолујемо слојем ваздуха. Ово се остварује посебно дизајнираним маскама за роњење. Захваљујући стаклу и изолацији ока од воде постиже се задовољавајућа оштрина гледања, али због јачег преламања светлости (јер се светлост из воде прелама кроз стакло и ваздух који се налази између воде и ока), предмети изгледају ближи за једну четвртину и увећани за једну трећину.
Кад ронилац треба да оцени величину неког предмета под водом који је удаљен мање од 120 сантиметара, код њега је изражена тенденција потцењивање, а када су предмети даљи, тенденција прецењивања.
Због апсорпције светлости главни фактор распознавања под водом није боја, већ контраст предмета и зато при роњењу треба користити опрему са највећим контрастом боја.
Рониоци са израженијим обликом кратковидости (миопије), под водом могу знатно боље гледати без маске, од људи са нормалном диоптријом, јер се под водом, иначе кратак сноп светлости који се скупља испред мрежљаче код кратковидих особа и онемогућава јасан вид, сада простире све до мрежњаче и на неки начин исправља оптички недостатак кратковидог ока.
Рониоци који носе у свакодневном животу корективна сочива да би могли нормално да гледају под водом кроз ронилачку маску, обично имају потребу за истом корекцијом вида и са маском. Сочива опште намене или специјално прилагођена корективна сочива су доступна на маскама са двоструким стаклима или се могу специјално прилагођена сочива лепити на маске које имају само један предњи прозор. Разни експерименти са закривљеним стаклима донекле решавају видне поремећаје, али је њихова употреба изазивала проблеме због нерправилног преламања светлости.
Рониоци специјалних јединица (командоси) који у својим активностима, могу да открију свој положај под водом, због рефлектовања светлости о стаклену површину њихове ронилачке маске, носе уместо маске специјална контактна сочива за гледање под водом.